# Haukträsket (naturreservat)
Haukträsket är ett naturreservat i Lycksele kommun i Västerbottens län.
Området är naturskyddat sedan 2008 och är 85 hektar stort. Reservatet ligger nordväst om Haukträsket och består av myrmarker och barrsumpskogar.